# Miedniczka nerkowa
Miedniczka nerkowa (łac. pelvis renalis) – początkowy, rozszerzony odcinek moczowodu ssaków, położony we wnęce nerki, stanowiący jednocześnie zbiornik moczu odprowadzanego z rdzenia nerki. Jej nazwa pochodzi od zatokowo rozszerzonego kształtu.